# Moray Firth
Pour les articles homonymes, voir Firth.
Le Moray Firth, en gaélique écossais An Cuan Moireach ou Linne Mhoireibh, est la baie partant du pont de Kessock à Inverness en Écosse, Royaume-Uni et ouvrant sur la mer du Nord. La première partie (courant du pont de Kessock jusqu'au goulet formé par Chanonry Point et Fort George) est nommée Inner Moray Firt (Estuaire intérieur de Moray).
Avec plus de 500 miles de côtes, Moray Firth est le plus grand Firth d'Écosse.